# Risc PC

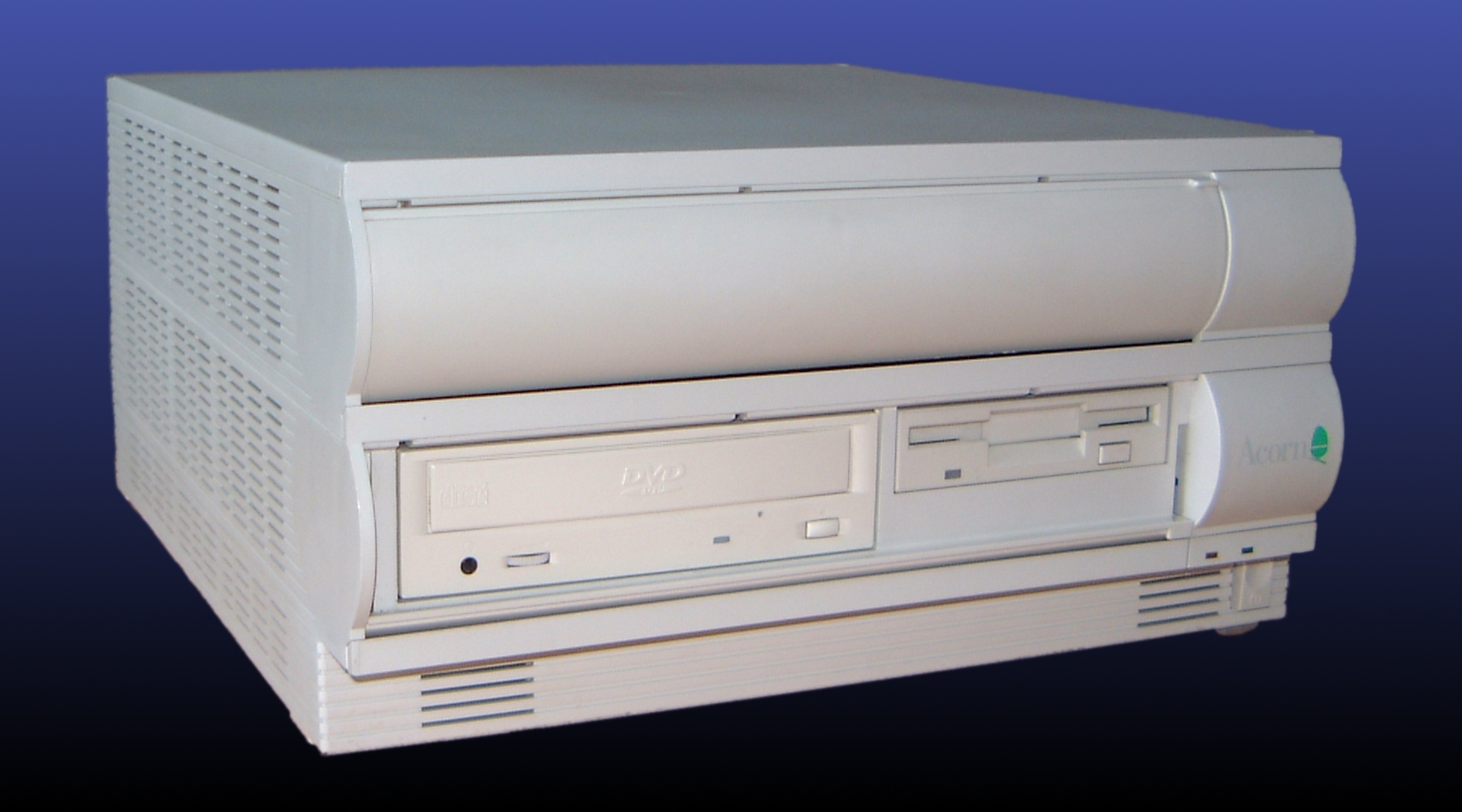
Risc PC met één extra slice

De Risc PC (Personal computer voor RISC OS) is de opvolger van de Archimedes productlijn bij de Engelse fabrikant Acorn Computers Ltd en is het professionele broertje van de A7000. Het eerste model, de Risc PC 600, werd geïntroduceerd in 1994. De computer is geproduceerd tot 2003.
Net als bij de Archimedes bevindt het besturingssysteem en aanverwante software zich in ROM. Hierdoor kan het besturingssysteem relatief snel opstarten. Alleen bij RISC OS 3.5 bevinden de configuratiesoftware en enkele toepassingen zich op harde schijf, maar een Risc PC kan zonder schijven probleemloos functioneren. De Risc PC is in staat vele versies, vanaf 3.5, van RISC OS te draaien. Het bedrijf RISCOS Ltd had de ontwikkeling van RISC OS van Acorn Computers overgenomen en  heeft tussen 1999 en 2013 diverse 4.xx en 6.xx versies van RISC OS gemaakt. Terwijl de firma Castle Technology, later RISC OS  Open, de 5.xx versies van RISC OS maakt, die sinds 5.15 ook werken op de Risc PC. 
De Risc PC maakt gebruik van de bijzonder energie-zuinige ARM RISC CPU, die tegenwoordig in veel mobiele apparaten toegepast wordt, bijvoorbeeld in smartphones, tablets en netbooks.
De beoogde opvolger was de Acorn Phoebe maar deze werd nooit uitgebracht.

## Specificaties en technische details
- De kast : Het moederbord van de Risc PC bevindt zich onder in de systeemkast. Daarin is tevens ruimte voor de voeding, 2 uitbreidingskaarten (podules), een netwerkkaartje, een diskettestation, een harde schijf en een 5.25" schijf bijvoorbeeld een cd-rom. De kast is geheel van kunststof gemaakt en kan zonder gereedschap geopend worden.
- Slice: De basis kan met extra "verdiepingen", zogenaamde slices, vergroot worden. Tot zeven lagen toe. In elke slice passen twee extra uitbreidingskaarten en een 3.5" en een 5.25" schijf en wordt aan de voorzijde afgesloten met een gebogen deurtje.
- Processoren: Het moederbord biedt de mogelijkheid om twee processorkaarten te laten werken. De eerste processor is altijd een ARM en kan een ARM6 met een kloksnelheid van 30 MHz of 33 MHz, ARM7 op 40 MHz of een StrongARM op 203 MHz, 233 MHz of 300 MHz zijn. Besturingssystemen voor de ARM zijn RISC OS  en diverse UNIX types. De tweede processor kan een 486, een op 586-gebaseerde processor op maximaal 133 MHz of iets totaal anders zoals een DSP (digitale signaalprocessor) zijn. Op de tweede processor kan een ander besturingssysteem draaien, zoals Microsoft Windows.
- Uitbreidingskaarten: Maximaal acht podules en een netwerkkaart. Vrijwel alle soorten uitbreidingskaarten zijn geproduceerd, met name SCSI. Een uitbreidingskaart bevat in principe de nodige besturingssysteemuitbreidingen om het te laten werken.
- Opslagmedia: Floppy en IDE-controller op het moederbord (on board).
- Beeldschermaansturing: VIDC20-controller op het moederbord, met optioneel tot maximaal 2 MB VRAM en of  een videokaart zoals Viewfinder of Vpod.
- Geheugen: Maximaal 2 geheugenmodules van elk 128 MB (SIMM) op het moederbord, of meer op processorkaart.
- Geluid : 8- of 16-bits geluid op het moederbord.
- Poorten: Serieel, parallel, PS/2 toetsenbord, ACORN-muis, koptelefoon uit en standaard VGA